# Magdeburger Zuckerkrach

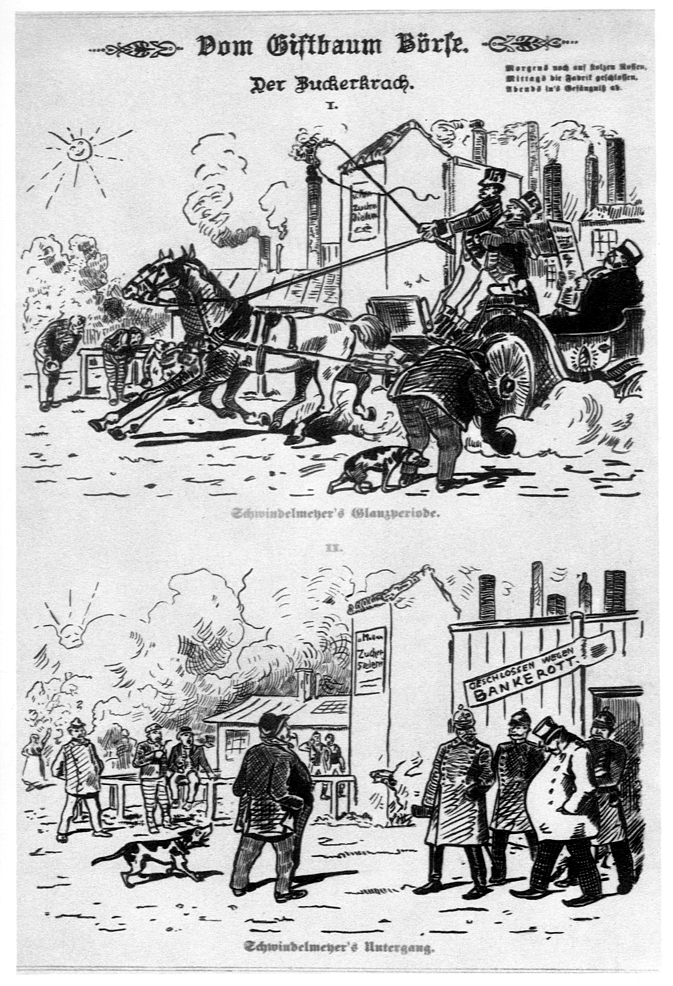
Karikatur in Der wahre Jacob zum Zuckerkrach

Als Magdeburger Zuckerkrach wird ein Zusammenbruch der Magdeburger Zuckerbörse im Jahr 1889 bezeichnet.
Die Magdeburger Börse gehörte neben Paris und London Ende des 19. Jahrhunderts zu den bedeutendsten Zuckerbörsen der Welt. Es wurden insbesondere auch Warentermingeschäfte für Zucker abgewickelt. Bedingt durch konjunkturelle Entwicklungen und wohl auch spekulative Geschäfte ergab sich 1889 an der Pariser Börse ein starker Preisanstieg (Hausse) für Zucker. Die damit auch in Magdeburg stark anziehenden Preise führten in breiteren Teilen der Bevölkerung zum Abschluss spekulativer Geschäfte an der Magdeburger Zuckerbörse. Der höchste Stand der Kursnotierungen ergab sich am 10. Juli 1889. Die Zuckerraffinerien warfen ihre Zuckerreserven auf den Markt, um die Kursgewinne abzuschöpfen. Aus Paris trafen dann Verkaufsaufträge ein. Es folgte ein starker Preissturz, der zahlreiche Unternehmen und Personen finanziell ruinierte.
In der Folge wurde noch 1889 auch in Magdeburg mit der Magdeburger Liquidationskasse eine Liquidationskasse gegründet, die die tatsächliche Ausführung von geschlossenen Termingeschäften garantieren sollte.